# Foxford
Foxford (en Irlandais Béal Easa) est une petite ville de 994 habitants située à 16 km au sud de Ballina dans le Comté de Mayo.
La ville s'est développée entre les montagnes Ox et Nephin, sur la rivière Moy qui est une des rivières les plus saumoneuses d'Europe. Les lacs Conn et Cullin sont réputés pour leurs truites brunes (ou truites fario irlandaises).

## Personnalités liées à la ville
Foxford est la ville natale de :
- l'Amiral Guillermo Brown (né le 22 juin 1777), le fondateur de la marine argentine ;
- Frederick Robert Higgins (1896-1941), poète et metteur en scène de théâtre ;
- Michael Davitt, fondateur de l'Irish Land league.